# لیکس (مینه‌سوتا)
لیکس (به انگلیسی: The Lakes) یک منطقهٔ مسکونی در ایالات متحده آمریکا است که در شهرستان مورای، مینه‌سوتا واقع شده‌است. لیکس ۱۱۲٫۳ کیلومتر مربع مساحت و ۶۶۷ نفر جمعیت دارد و ۴۶۰ متر بالاتر از سطح دریا واقع شده‌است.